# Homere Simpsone, tohle je tvoje žena
Homere Simpsone, tohle je tvoje žena (v anglickém originále Homer Simpson, This Is Your Wife) je 15. díl 17. řady (celkem 371.) amerického animovaného seriálu Simpsonovi. Scénář napsal Ricky Gervais a díl režíroval Matthew Nastuk. V USA měl premiéru dne 26. března 2006 na stanici Fox Broadcasting Company a v Česku byl poprvé vysílán 2. března 2008 na stanici ČT2.

## Děj
Lenny pozve své přátele ze Springfieldu na večírek do svého bytu, kam si koupil zbrusu novou plazmovou televizi s vysokým rozlišením. Homer se do jejího HD obrazu okamžitě zamiluje a začne trávit veškerý čas u Lennyho doma jejím sledováním. Marge za ním pošle Barta a Lízu, aby ho přesvědčili, aby se vrátil domů, ale i oni jsou z televize nadšeni. 
Po několika dnech je Homer Lennym vyhozen, a když se vrátí domů, přestane ho bavit sledovat běžnou televizi, a tak Marge přihlásí rodinu do soutěže, kde je cenou za první místo plazmová HDTV. Později se jim podaří vyhrát cenu za třetí místo: výlet do studií společnosti Fox Broadcasting Company. Tam se Homer dozví o reality show s názvem Výměna manželek, v níž si matky dvou rodin vymění pozice. Hlavní cenou je dostatek peněz na nákup nové plazmové HDTV, a tak se rodina do pořadu přihlásí. 
Marge je vyměněna k milému, pohodovému muži jménem Charles Heathbar a jeho dokonalému synovi Benovi, zatímco Homer dostane Charlesovu přísnou ženu Verity. Charles svou ženu nemá rád, zejména proto, že mu neustále říká, co má dělat, a tak je překvapen, že Marge je chápavá a laskavá. Jak si Marge užívá s Charlesem, začíná se do ní zamilovávat. Mezitím mají Homer, Bart a Líza velké problémy s Verity, která je kárá a má námitky proti všemu, co dělají. V jednu chvíli Verity nutí Barta a Homera psát reportáže o Itchym a Scratchym a Kriminálce Miami. 
Charles písní vyzná Marge lásku, ale ta mu vysvětlí, že miluje Homera a že by měl své ženě říct, co k ní cítí. Souhlasí a rozhodne se vzít Marge zpátky k Homerovi a pak se zbavit Verity. Když však oba dorazí do Springfieldu, Verity se už rozhodla Charlese opustit a našla si novou partnerku Patty Bouvierovou, se kterou ji pojí nenávist k Homerovi. Té noci Homer hraje na kytaru a vyjadřuje svou nehynoucí lásku k nově zakoupené plazmové HDTV a v menší míře i k Marge.

## Produkce

### Pozadí
Mnoho členů štábu Simpsonových bylo fanoušky anglického komika Rickyho Gervaise a jeho britského komediálního seriálu Kancl, který vytvořil a v němž hrál hlavní roli. V lednu 2004 zavolal tvůrce Simpsonových Matt Groening Gervaisovi, aby mu pogratuloval k dvojnásobnému zisku Zlatého glóbu. Během telefonátu byl Gervais pozván na oběd s Groeningem a výkonným producentem Alem Jeanem, protože byli jeho velkými fanoušky a chtěli se s ním setkat. Na tomto obědě mu byla nabídnuta možnost vystoupit a napsat epizodu seriálu Simpsonovi. Groening nejprve Gervaise požádal pouze o hostování, ale dospěl k závěru, že by mohl mít zájem také o napsání dílu. Gervais řekl deníku The Independent, že když dostal nabídku, „věděl jsem, že musím říct ano, ale přesně v tu samou chvíli se dostavil strach“. Stal se prvním člověkem, kterému bylo připsáno, že současně napsal díl Simpsonových i v něm hostoval. Byl také prvním Britem, který pro seriál napsal epizodu. Jako velký příznivec Simpsonových Gervais tuto zkušenost považoval za „splněný sen“.

### Proces psaní
Po obědě s Groeningem a Jeanem na začátku roku 2004 začal Gervais vymýšlet děj. Protože se Simpsonovi vysílali už dlouho, bylo pro něj těžké vymyslet příběh, který tu ještě nebyl. Nakonec po návrhu své přítelkyně Jane Fallonové založil zápletku na britské reality show Výměna manželek a postavu Charlese napsal tak, aby se podobala Davidu Brentovi, postavě, kterou Gervais hrál v seriálu Kancl. Při práci na epizodě Gervais dbal na to, aby využil své oblíbené postavy ze Simpsonových, například Lennyho. V prosinci 2004 poprvé prozradil tisku, že píše epizodu, a komentoval to slovy: „Mám hrubý nápad, ale je to nejstrašidelnější projekt mé kariéry. Simpsonovi jsou nejlepší seriál všech dob.“. Když ukázal své první dílo Groeningovi a Jeanovi, líbilo se jim. Groening novinářům řekl, že „my bychom jeho postavu nikdy nenapsali tak, jak to udělal on,“ a že „přesně vystihl náš tón a pak přidal svou vlastní patetičnost Rickyho Gervaise / Davida Brenta“.
Ačkoli Gervais přišel s dějem epizody a některé části napsal sám, celý scenáristický tým Simpsonových pracoval na scénáři a předkládal své nápady, jak se to dělá u všech epizod. Gervais v rozhovorech uvedl, že si myslí, že za napsání epizody dostal příliš mnoho zásluh, a tvrdí, že své nápady na děj spolu s některými napsanými scénami pouze poslal Jeanovi e-mailem, a pak to byl štáb seriálu, který „z toho udělal scénář Simpsonových“. V článku pro Dazed & Confused poznamenal, že „zásluhy si připíšu, ale myslím, že všichni v branži vědí, že to byla společná práce“. Jednou ze scén, které Gervais napsal sám, byla Charlesova milostná píseň pro Marge, která se později objevila na soundtrackovém albu The Simpsons: Testify z roku 2007.

### Dopad
Když se Groening v jednom rozhovoru zeptal, zda se štáb Simpsonových ze zkušenosti s Gervaisovým přispíváním do seriálu něco naučil, odpověděl, že zjistili, „že můžeme zůstat věrní citlivosti Simpsonových, s vysokorychlostními vizuálními gagy, ale také ctít to, co Ricky dělá s jemností a nuancemi“. Jean dodal, že „vznikla scéna s Rickym a Julií Kavnerovou (dabérka Marge), která byla delší než scény, které děláme normálně, a měla pomalejší tempo, ale vyvolala větší smích“. Podle Dona Kaplana, jenž píše pro New York Post, Gervais koncem roku 2005 řekl britským novinám, že v důsledku práce na Simpsonových a dalších amerických seriálech je jeho vztah k americké televizi hlubší než k britské.
V červenci 2007 Groening prohlásil, že by rád Gervaise v pořadu viděl znovu, protože se štábu jeho vystoupení líbilo. Řekl také, že Gervais se může sám rozhodnout, zda se chce vrátit jako Charles, nebo jako nová postava, pokud se rozhodne znovu propůjčit svůj hlas. Gervais se v Simpsonových objevil ještě jednou, a to v epizodě s názvem Vzteklej fotr ve filmu, který byl ve Spojených státech odvysílán 20. února 2011. Tentokrát daboval sám sebe.

## Vydání
Díl byl původně vysílán na stanici Fox ve Spojených státech 26. března 2006. S celkovou sledovaností 10,09 milionu diváků se epizoda umístila na 38. místě ve sledovanosti v týdnu od 20. do 26. března 2006. Byla sedmým nejsledovanějším vysíláním na stanici Fox v tomto týdnu. Během prvního vysílání epizody ve Spojeném království 23. dubna 2006 ji sledovalo 2,18 milionu diváků. V té době se tak stala druhým nejsledovanějším vysíláním v historii stanice Sky One, hned po epizodě Přátel roku 2000, kterou sledovalo 2,8 milionu diváků. Velká sledovanost byla výsledkem Gervaisova angažmá – nové epizody pořadu v té době na Sky One obvykle viděl přibližně milion lidí.
Namísto obvyklé animované úvodní sekvence, která se přehrává před epizodami Simpsonových, začínala tato epizoda živě hranou úvodní pasáží, jež odráží obvyklý úvod, ale s reálnými herci a lokacemi, a která byla původně vytvořena společností British Sky Broadcasting pro propagaci Simpsonových na Sky One. Hraný úvod se stal hitem internetu ještě předtím, než byl odvysílán před dílem, a o jeho použití rozhodl Groening. Jean to v tiskovém prohlášení komentoval slovy, že je „prostě ohromen, že existují lidé, kteří chtějí být známí tím, že vypadají jako Simpsonovi“.

### Přijetí kritikou
Gervais byl za svůj výkon v epizodě kritiky chválen. Mike Bruno z Entertainment Weekly v článku z roku 2012 označil Gervaise za jednu z 21 nejlepších hostujících hvězd Simpsonových a Simon Crerar z The Times v roce 2007 označil jeho výkon za jedno z nejvtipnějších cameí v historii seriálu. Gervaisovu postavu Charlese označil Johnny Dee z The Guardian za jednu z nejpamátnějších postav Simpsonových.
Epizoda se také setkala se smíšenými ohlasy. Larissa Dubeckiová z The Age ji ohodnotila negativně a poznamenala, že „toto křížení hvězdných amerických a britských komedií (Simpsonovi a Kancl) vzbuzuje velká očekávání, ale každého, kdo doufá v něco, co by se přiblížilo byť jen průměrnému úsilí těchto dvou komediálních etalonů, čeká obrovské zklamání“. Dodala, že „tento počin dokazuje, že Kancl a Simpsonovi jsou komediálním ekvivalentem oleje a vody, přičemž jízlivý pozorovací styl prvního z nich si podivně rozumí s popkulturní koláčovou konkurencí druhého“.
Dee byl pozitivnější a napsal, že se „velmi bavil“ a že „tam bylo několik krásných gagů“. Poznamenal však, že podle něj trvalo trochu příliš dlouho, než se epizoda rozjela, ačkoli po výměně manželek „to šlo jako po másle“. Kritik The Times Dominic Maxwell uvedl, že „pomalé načasování, které Gervais přináší do Extras a Kanclu, zde nebylo správné. Simpsonovská camea jsou obvykle úsporná, ale Gervaisův šotek se rozjel v druhé polovině a ze stálých herců udělal komparz.“ Maxwell však díl považoval za poměrně zábavný a uvedl, že „šlo o slušnou epizodu Simpsonových z pozdního období“ a že obsahovala „několik dobrých vtipů“. Došel k závěru, že „i průměrná epizoda Simpsonových je stále jasná a sevřená a skvěle ztvárněná. Takže i když se tento díl úplně nepovedl, pořád byl mnohem zábavnější než spousta jiných věcí v televizi, které se povedly.“